# レネ・ハウ
レネ・ハウ、またはレーネ・ヴェスタコー・ハウ（Lene Vestergaard Hau、1959年11月13日 -）はデンマークの物理学者。ヴァイレ出身。オーフス大学でPhDを取得した。
ハーバード大学のチームを率いて1999年にボース＝アインシュタイン凝縮を用いて光線を約17メートル毎秒まで遅らせることに成功し、また、2001年には光線を完全に止めることに成功した。これらの実験に基づく後の研究は光が物質に移動し、物質から戻るということにつながった。これは、量子暗号と量子計算に対し重要な意味を持つ過程である。近年は極低温原子とナノスケールのシステムの間の新たな相互作用に関する研究に携わっている。物理学や応用物理学に加え、ハーバード大学では光電池、原子力、電池、光合成を含むエネルギー科学を教えている。自身の実験と研究のほか、しばしば国際会議での講演に招待され、様々な機関での科学政策の構築に携わっている。コペンハーゲンで行われたEliteForsk-konferencen 2013("Elite Research Conference")で基調講演を行った。この会議にはデンマークの政府大臣や科学政策及び研究開発者が参加した。

## 学歴
1984年に数学で学士取得後、オーフス大学で研究を続け、2年後に物理学修士号を取得した。量子理論での博士論文では、光を運ぶ光ファイバに関するものと似た考えの下研究を行ったが、その研究には電子を運ぶシリコン結晶中にある一連の原子が関わっていた。博士号取得に向けて研究中に、7か月間ジュネーブ近くのCERN（ヨーロッパ素粒子物理学研究所）で過ごした。1991年にオーフス大学で博士号を取得したが、このときまでに研究の方向性は変わっていた。1991年、ケンブリッジにあるRowland Institute for Scienceに科学スタッフとして参加し、遅い光と冷却原子の可能性の探求を始めた。1999年、ハーバード大学で2年間博士研究員に任命された。正式に指導を受けた分野は理論物理学であるが、ボース＝アインシュタイン凝縮という新たな形の物質を作り出すための実験的研究へ関心が移っていった。「ハウは国立科学財団にこの凝縮をひとまとまり作るための資金を申請したが、そのような実験をするのは理論家には難しいという理由で却下された」 このことに妨げられることはなく代わりの資金を得て、そのような凝縮体を作り出した最初の一握りの物理学者となった。1999年、ハーバード大学において応用物理学及び物理学のゴードン・マッケイ記念教授に任命された。1999年には終身在職権を得て、現在はハーバード大学の物理学及び応用物理学マリンクロット教授職に就いている。2001年、ボース＝アインシュタイン凝縮を用いて完全に光を止めることに初めて成功した。この時より、電磁波誘起透明化や様々な分野の量子物理学、フォトニクスで豊富な研究と新たな実験的研究を生み出し、新たな量子デバイスと新たなナノスケールの応用の発展に貢献してきている。

## 量子ビット伝送
ハウと彼女のハーバード大学での同僚は「いくつかの実験で光と物質についての絶妙な制御を実証しているが、2つの凝縮体を用いた実験は最も魅力的なものの1つである」 2006年にはボース＝アインシュタイン凝縮を用いて量子ビットを光から物質波に伝送し、再び光に戻すことに成功した。この実験の詳細は2007年2月8日号のNatureにある。この実験は原子が粒子だけでなく波としてふるまう量子力学的性質に依存している。これにより、原子が1度に2つの開口部を通るなど直観に反することを行うことができる。ボース＝アインシュタイン凝縮の中で、光パルスはその中に入っている情報を失うことなく5000万分の1に圧縮される。このボース＝アインシュタイン凝縮では、光パルスで符号化された情報を原子波に移すことができる。全ての原子がコヒーレントに運動するため、情報がランダムノイズになってしまうことはない。この光は雲状の約180万のナトリウム原子の一部を、その場にとどまる低エネルギー成分と2つの雲の間を移動する高エネルギー成分を有する「量子重ね合わせ」状態に移行させる。そして、第2の「制御」レーザがパルスの形を原子波に書き込む。この制御ビームがオフになり、光パルスが消えると「物質のコピー」が残る。これ以前には、研究者たちはフェーディングを避けるために信号を増幅することを除き、移動中に光情報を容易に制御することができなかった。ハウとその同僚によるこの実験は、最初にコヒーレント光情報の操作に成功した。この新たな研究は「美しい実証」("a beautiful demonstration") とウィリアム・アンド・メアリー大学のIrina Novikovaは述べている。彼女曰くこの結果が出るまで光ストレージはミリ秒単位で測定されていた。「ここでは小数秒です。本当に劇的な時代です」
その可能性について、ハウは次のように述べている。「2つのボース＝アインシュタイン凝縮体の間を物質が移動している間に我々はそれを潜在的には数分間トラップし、望むままに作り直し変えることができる。量子制御のこの新しい形は量子情報処理や量子暗号のような発展中の分野にも応用できる可能性がある」 発展上の意味として「量子情報を光の形で、そして1つどころか2つの原子形式で共有するというこの偉業は量子コンピュータの開発を望んでいる人々にとって大きな励みとなる」と教養学部の科学長のJeremy Bloxhamは発言している。ハウはこの業績によりGeorge Ledlie賞を受賞した。ハーバードの学寮長Steven Hymanはこの業績について次のように発言している。「彼女の業績は草分けである。彼女の研究は基礎科学と応用科学の境を曖昧にし、2つの学校といくつかの学科から才能と人材を引き付け、大胆に知的リスクを取れば大きな報いがあるということの文字通り輝く例を提供してくれている」

## 冷却原子とナノスケールシステム

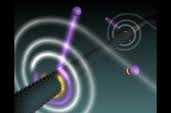
捕捉された原子は、その電子がナノチューブの中に吸い込まれることにより引き裂かれる。

2009年、ハウとそのチームは100万個のルビジウム原子からなる雲を絶対零度よりほんのわずかに上の200 µKにレーザーで冷却した。彼らはこのミリメートル長の原子雲を、約2センチメートル先に吊り下げられ数百ボルトの電圧がかけられたカーボンナノチューブに向かい発射した。この結果は2010年に発表され、冷却原子とナノスケールシステムとの間の新たな相互作用を予告した。彼らの観測によれば、ほとんどの原子はチューブのそばを通り過ぎたがおよそ10万個に1個が避けられずに引き込まれ、運動と温度の両面で劇的な加速を受けた。「この時点で速度を増した原子はナノワイヤの周りを平行に回る電子とイオンに分かれ、各軌道は数兆分の1秒で完結する。電子は最終的に量子トンネル現象によりナノチューブに吸い込まれ、残されたイオンを約26km/sで打ち放つ（300ボルトのナノチューブの強力な電荷により反発する）」 この実験では原子同士が互いに衝突することなく迅速に分解することができる。この効果は宇宙に存在するブラックホールで計算されるように重力により生成されるのではなく、ナノチューブ内の高い電荷により生成される。この実験ではナノテクノロジーと冷却原子を組み合わせることで、最終的に物質波の干渉縞を解像できる可能性がある、新たなタイプの高分解能の単一原子検出器がチップ上に組み込めることを実証した。ハウらはまた、彼らの実験系により可能になる一連の基礎的な単一原子研究を予見している。

## 受賞
- トムソン・ロイター引用栄誉賞 2012
- Honorary Alum 2011 – オーフス大学[17]
- Carlsberg Foundation’s Research Award[18] from the Royal Danish Academy of Sciences and Letters[19] on October 6, 2011. The prize of 1 million kroner is in connection with the 200 year anniversary of brewer J.C. Jacobsen, founder of the カールスバーグBreweries and the Carlsberg Foundation.
- Awarded the H.C.エルステッドLectureship 2010[20]
- Recipient of 'World Dane 2010' from the Global Network of Danes Worldwide. She received the annual award "Årets Verdensdansker" (World Dane of the year) because she, according to Danes Worldwide, "emphatically and persistently has put Denmark on the world map".[21]
- Selected National Security Science and Engineering Faculty Fellow by the アメリカ国防総省,2010年1月25日.[22]
- An honorary appointment to the Royal Danish Academy of Sciences and Letters[23]
- アメリカ科学振興協会(AAAS)フェロー, 2009年12月7日.[24]
- アメリカ芸術科学アカデミー, 2009年4月20日.[25]
- Foreign member of the スウェーデン王立科学アカデミー（2008年）[26]
- Delivered the Capital Science Lecture at カーネギー研究所 in 2008[27]
- Rigmor and Carl Holst-Knudsen Award for Scientific Research[28]
- George Ledlie Prize in September 2008.[29]
- リヒトマイヤー記念賞, by the American Association of Physics Teachers 2004[30]
- Delivered a Nano Lecture on Slow Light for the Annals of Improbable Research (AIR) 2003 [31]
- Delivered the Leon Pape Memorial Lecture, 2003[32]
- "Genius Grant" – マッカーサー・フェロー 2001–2006[33]
- NKT Award, by the Danish Physical Society 2001;[34]
- オーレ・レーマー・メダル, by the president of the Danish Natural Science Research Council, 2001;[35]
- An Honorary Degree, Æreshåndværker Kjøbenhavns Håndværkerforening, in the presence of Her Majesty, デンマークのマルグレーテ2世, コペンハーゲン, 2001;[36]
- Samuel Friedman Rescue Award, given by the Samuel Friedman Foundation, カリフォルニア大学ロサンゼルス校, 2001;[37]
- Recipient of the Year 2000 Award from the Top Danmark Foundation,[38] コペンハーゲン;
- Appointed Gordon Mckay[39] Professor of Applied Physics at Harvard, as well as Principal Investigator for the Atom Cooling Group at the Rowland Institute. 1991
- A Carlsberg Scholarship which enabled her to spend a year undertaking research, by the Carlsberg Foundation, Denmark, 1988;
- Recipient of the Research Fellowship, 1986–1989, by the Faculty of Sciences, University of Aarhus, Denmark.[40]

## 出版物など
- Lene Vestergaard Hau, Manipulating Light[41] Unit 7 of the Annenberg Foundation's "Physics for the 21st Century"
- Anne Goodsell, Trygve Ristroph, J. A. Golovchenko, and Lene Vestergaard Hau, Field ionization of cold atoms near the wall of a single carbon nanotube  (2010)
- Rui Zhang, Sean R. Garner, and Lene Vestergaard Hau, Creation of long-term coherent optical memory via controlled nonlinear interactions in Bose–Einstein condensates [42] (2009)
- Naomi S. Ginsberg, Sean R. Garner, and Lene Vestergaard Hau, Coherent control of optical information with matter wave dynamics[43] (2007).
- Naomi S. Ginsberg, Joachim Brand, Lene Vestergaard Hau, Observation of Hybrid Soliton Vortex-Ring Structures in Bose–Einstein Condensates [44] (2005).
- Chien Liu, Zachary Dutton, Cyrus H. Behroozi, Lene Vestergaard Hau, Observation of coherent optical information storage in an atomic medium using halted light pulses[45]
- Lene Vestergaard Hau, S. E. Harris, Zachary Dutton, Cyrus H. Behroozi, Light speed reduction to 17 metres per second in an ultracold atomic gas[46]

## 参考資料
- Lene Vestergaard Hau, Quantum Optics: Slowing single photons[47]
- Brian Murphy and Lene Vestergaard Hau, Electro-optical nanotraps for neutral atoms,[48]
- Lene Vestergaard Hau, Optical information processing in Bose–Einstein condensates,[49]
- Lene Vestergaard Hau, Quantum physics – Tangled memories,[50]
- Lene Vestergaard Hau, Nonlinear optics: Shocking superfluids,[51]
- Christopher Slowe, Laurent Vernac, Lene Vestergaard Hau, A High Flux Source of Cold Rubidium[52]
- Christopher Slowe, Naomi S. Ginsberg, Trygve Ristroph, Anne Goodsell, and Lene Vestergaard Hau, Ultraslow Light & Bose–Einstein Condensates:Two-way Control with Coherent Light & Atom Fields [53]
- Marin Soljacic, Elefterios Lidorikis, J. D. Joannopoulos, Lene Vestergaard Hau, Ultra Low-Power All-Optical Switching[54]
- Trygve Ristroph, Anne Goodsell, J. A. Golovchenko, and Lene Vestergaard Hau, Detection and quantized conductance of neutral atoms near a charged carbon nanotube[55]
- Zachary Dutton, Lene Vestergaard Hau, Storing and processing optical information with ultra-slow light in Bose–Einstein condensates[56]
- Zachary Dutton, Naomi S. Ginsberg, Christopher Slowe, and Lene Vestergaard Hau, The Art of Taming Light: Ultra-slow and Stopped Light[57]
- Lene Vestergaard Hau, Frozen Light [58]
- Zachary Dutton, Michael Budde, Christopher Slowe, Lene Vestergaard Hau, Observation of quantum shock waves created with ultra-compressed slow light pulses in a Bose–Einstein Condensate[59]
- Lene Vestergaard Hau, Taming Light with Cold Atoms[60] Invited feature article. Published by Institute for Physics, UK.
- B. D. Busch, Chien Liu, Z. Dutton, C. H. Behroozi, L. Vestergaard Hau, Observation of interaction dynamics in finite-temperature Bose condensed atom clouds[61]
- C. Liu, B.D. Busch, Z. Dutton, and L. V. Hau, Anisotropic Expansion of Finite Temperature Bose Gases – Emergence of Interaction Effects between Condensed and Non-Condensed Atoms,[62] Proceedings of the conference on New Directions in Atomic Physics, Cambridge, England, July 1998, eds. C. T. Whelan, R.M. Dreizler, J.H. Macek, and H.R.J Walters, (Plenum, 1999).
- Lene Hau, BEC and Light Speeds of 38 miles/hr: Proceedings of the Workshop on Bose–Einstein Condensation and Degenerate Fermi Gases, from Workshop on Bose–Einstein Condensation and Degenerate Fermi Gases[63] Hau's talk: Podcast and image files.[64]
- Lene Vestergaard Hau, B. D. Busch, Chien Liu, Zachary Dutton, Michael M. Burns, J. A. Golovchenko, Near Resonant Spatial Images of Confined Bose–Einstein Condensates in the 4-Dee Magnetic Bottle[65]
- Lene Vestergaard Hau, B. D. Busch, Chien Liu, Michael M. Burns, J. A. Golovchenko, Cold Atoms and Creation of New States of Matter: Bose–Einstein Condensates, Kapitza States, and '2D Magnetic Hydrogen Atoms, (Photonic, Electronic and Atomic Collisions : Invited papers of the 20th International Conference of Electronic and Atomic Collisions (ICEAC) Vienna, Austria, July 23–29, 1997) F. Aumayr and H.P. Winter, editors[66]
- Lene Vestergaard Hau, J. A. Golovchenko, and Michael M. Burns, Supersymmetry and the Binding of a Magnetic Atom to a Filamentary Current[67]
- Lene Vestergaard Hau, J. A. Golovchenko, and Michael M. Burns, A new atomic beam source: The "candlestick" [68]
- Lene Vestergaard Hau, Michael M. Burns, and J. A. Golovchenko, Bound states of guided matter waves: An atom and a charged wire [69]
- "Absolute Zero and the Conquest of Cold"[70]
- "Absolute Zero and the Conquest of Cold" Tom Schactman Pub Date: Dec. 1st, 1999 Publisher: Houghton Mifflin[71]